# Szabolcsi Lajos
Szabolcsi Lajos (Budapest, 1889. október 17. – Budapest, 1943. november 11.) magyar író, lapszerkesztő. Szabolcsi Bence bátyja.

## Életpályája
Szabolcsi Miksa (1857–1915) és Boskovitz Matild fia. Egyetemi tanulmányokat folytatott és filozófiai doktorátust szerzett. Fiatalkori versei Kiss József lapjában, a Hétben jelentek meg, s e lapnak irodalmi és színházi rovatába is dolgozott. 1911-től az Egyenlőség helyettes szerkesztője volt, majd apja halála után átvette a lap felelős szerkesztését. Ekkortól kezdve kizárólag zsidó felekezeti, publicisztikai, irodalmi és társadalmi munkásságot fejtett ki. 1915-ben belépett a Reform szabadkőműves páholyba. 1918-ban Mi az igazság? című propagandakönyvet adott ki, mely élesen foglalt állást Ágoston Péter és Jászi Oszkár tudományos antiszemitizmusa ellen. 1918. december 28-án Budapesten feleségül vette Mészáros Erzsébetet, Fleischmann Sándor és Grünfeld Berta lányát. Az első világháború utáni időkben lapjában szembeszállt a hevesen tomboló antiszemitizmussal és a liberalizmusért, valamint a numerus clausus megszüntetéséért folytatott harcot. Vázsonyi Vilmossal és Hevesi Simon főrabbival együtt megalapította a Központi Zsidó Diáksegítő Bizottságot, mely a külföldre kényszerült magyar zsidó diákokat támogatta tanulmányaik elvégzésében. 1930. május 24-én a Magyar Színházban mutatták be Középkor című háromfelvonásos drámáját, melyhez a zenei kíséretet Nádor Mihály állította össze. Viszonylag korai halálát húgyvérűség, vesezsugor okozta.

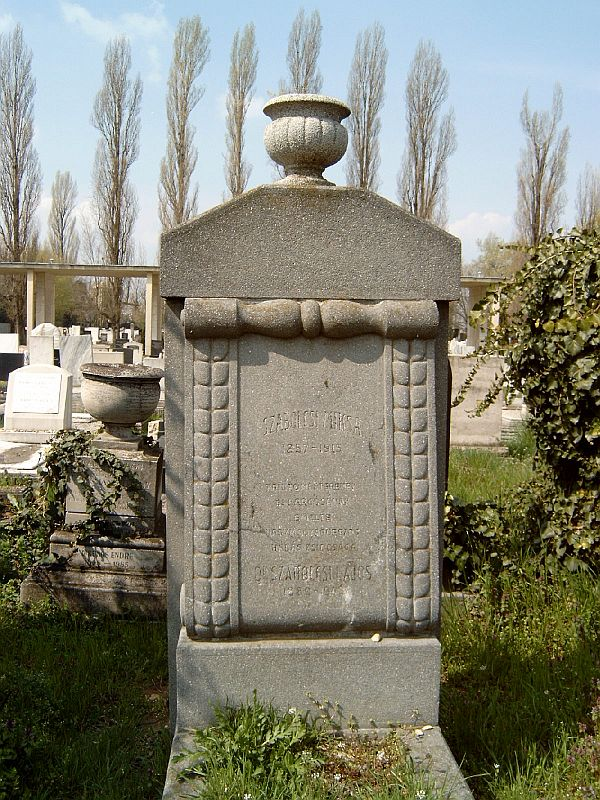
Szabolcsi Lajos író, újságíró és Szabolcsi Miksa (1857–1915) újságíró sírja Budapesten. Kozma utcai izraelita temető: 5B-11-20.

## Főbb művei
- A csillag fia (regény, Budapest, 1918)
- Az áruló (dráma, Budapest, 1923)
- Délibáb (elbeszélés, Budapest, 1927)
- Szól a kakas már (versek, Budapest, 1929)
- Vigasztaló (versek, Budapest, 1940)
- Chasszideus Könyv (Budapest, 1942)
- Egy az Isten (3 egyfelvonásos, Budapest, 1943)
- Két emberöltő Az Egyenlőség évtizedei (1881–1931), Emlékezések, dokumentumok, Budapest, 1993 Online elérés